# Richard Neville, al 16-lea Conte de Warwick
Richard Neville, al 16-lea Conte de Warwick (22 noiembrie 1428 – 14 aprilie 1471), cunoscut drept Warwick Făcătorul de Regi, a fost un nobil englez, administrator și comandant militar. Fiu al Contelui de Salisbury, Warwick a fost cel mai bogat și puternic aristocrat al vremii sale, cu conexiuni politice care au mers dincolo de granițele țării. A fost unul din liderii Războiului celor Două Roze, inițial de partea Casei de York însă mai târziu a trecut de partea Casei de Lancaster.

## Origini
Din regiunea Durham, familia Neville s-a distins în războaiele Angliei împotriva scoțienilor din secolul al XIV-lea. În 1397 regele Richard al II-lea l-a numit pe Ralph Neville Conte de Westmorland. Fiul lui Ralph și viitorul tată al Contelui de Warwick era fiul cel mare din al doilea mariaj și deci nu era moștenitorul comitatului. El a primit, totuși, o înțelegere favorabilă și a devenit jure uxoris Conte de Salisbury prin căsătoria lui cu Alice, fiica și moștenitoarea lui Thomas Montacute, al 4-lea Conte de Salisbury.
Richard, fiul lui Salisbury, viitorul Conte de Warwick, s-a născut la 22 noiembrie 1428; se cunosc puține despre copilăria lui. La vârsta de șase ani, Richard a fost logodit cu  Anne Beauchamp, fiica lui Richard de Beauchamp, al 13-lea Conte de Warwick. Acest lucru l-a transformat nu numai în moștenitorul comitatului de Salisbury dar și a unor părți substanțiale din Montague, Beauchamp și Despenser . Averea lui va crește și mai mult după ce cumnatul său, Henry Beauchamp care se căsătorise cu sora mai mică a lui Richard, Cecily, a murit în 1446. Când fiica acestuia, Anne Beauchamp, a murit în 1449, Richard a devenit jure uxoris (prin dreptul soției) Conte de Warwick. Totuși, succesiunea lui Richard la moșii a fost disputată. A urmat o luptă prelungită asupra unor părți ale moștenirii, în special cu Edmund Beaufort, primul duce de Somerset, care era căsătorit cu o fiică din prima căsătorie a lui Richard Beauchamp. Disputa s-a concentrat pe pământ nu pe titlul de Warwick, deoarece surorile vitrege ale lui Henry erau excluse de la succesiune.
În 1445 Richard a devenit cavaler, probabil la încoronarea Margaretei de Anjou, la 22 aprilie acel an. El apare în înregistrările istorice ale slujbei regelui Henric al VI-lea din 1449, care menționează serviciile sale. El și-a îndeplinit serviciul militar în nord cu tatăl său și e posibil să fi participat la războiul împotriva Scoției din 1448-1449. Când Richard, Duce de York s-a ridicat fără succes împotriva regelui în 1452, atât Warwick cât și tatăl său s-au situat de parte regelui Henric al VI-lea.

## Război civil
În iunie 1453 Somerset a primit custodia asupra domeniului Glamorgan și un conflict deschis a izbucnit între cei doi bărbați. Apoi, în vara acelui an, regele Henric s-a îmbolnăvit. Somerset era un favorit al regelui și al reginei Margaret și în condițiile în care regele era în incapacitate de a domni, el a deținut aproape controlul guvernării. Acest lucru l-a pus pe Warwick în dezavantaj în disputa lui cu Somerset și l-a dus la colaborarea cu York. Climatul politic, influențat de înfrângerea militară din Franța, a început apoi să se întoarcă împotriva lui Somerset. La 27 martie 1454, un grup de consilieri regali l-au numit pe Ducele de York protector al regatului. York putea acum să se bazeze nu doar pe sprijinul lui Warwick, ci și pe al tatălui lui Warwick, Salisbury, care a devenit mai profund implicat în disputele cu Percys din nordul Angliei/